# Aktedrilus monospermathecus
Aktedrilus monospermathecus är en ringmaskart som beskrevs av Knöllner 1935. Aktedrilus monospermathecus ingår i släktet Aktedrilus och familjen glattmaskar. Arten är reproducerande i Sverige. Inga underarter finns listade i Catalogue of Life.